# PDP-7

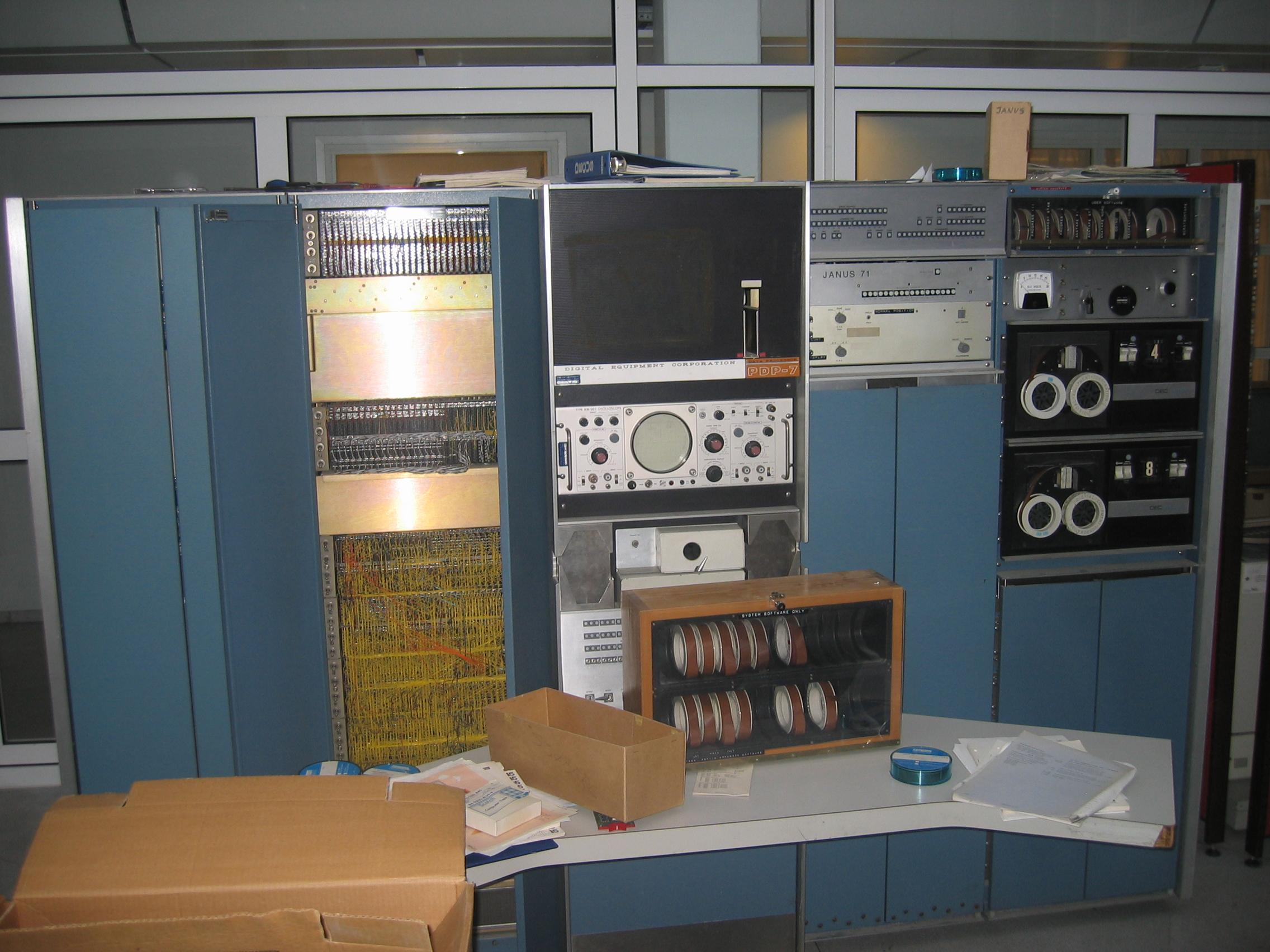
Ein modifizierter PDP-7-Rechner, der im norwegischen Oslo restauriert wird

Der PDP-7 ist ein Minirechner, der von der Firma Digital Equipment Corporation (DEC) produziert wurde. Vorgestellt im Jahr 1965, war es der erste Rechner, der DECs Flip-Chip-Technologie (das waren Steckkarten mit hybriden Integrierten Schaltkreisen) nutzte. Bei einem Preis von 72.000 US-Dollar (entspräche heute etwa 620.000 US-Dollar) war dieser Computer für seine Rechenleistung sehr günstig. Der PDP-7 hat eine Wortbreite von 18 Bit, der Befehlssatz ist den Prozessoren PDP-4 und PDP-9 ähnlich.
Im Jahr 1969 schrieb der Informatiker Ken Thompson das erste Unix-System in Assemblersprache für einen PDP-7-Prozessor,
das damals in Anspielung auf das Betriebssystem Multics zum Scherz Unics genannt wurde. Es sollte das Betriebssystem für das Weltraum-Computerspiel Space Travel werden, welches eine Grafikausgabe benötigte, um die Bewegung der Planeten darzustellen.
Einige wenige PDP-7 sind noch immer in funktionsfähigem Zustand, und es gibt ein Restaurationsprojekt in der norwegischen Hauptstadt Oslo.

## Emulation
Der PDP-7 wird u. a. von dem Projekt History Simulator emuliert.